# Juan Bautista de Muguiro (obraz Goi)
Juan Bautista de Muguiro – obraz olejny wykonany przez malarza Francisca Goyę (1746–1828), jedno z jego ostatnich dzieł.

## Okoliczności powstania
Pod koniec życia Goya wyemigrował do Francji i zamieszkał na stałe w Bordeaux. Namalował tam kilka portretów swoich przyjaciół i osób, które poznał w kręgu hiszpańskiej burżuazji i inteligencji na emigracji. Juan Bautista de Muguiro e Iribarren był hiszpańskim politykiem i przedsiębiorcą, który podobnie jak malarz przebywał na emigracji w obawie przed reperkusjami ze strony hiszpańskiego monarchy absolutnego – Ferdynanda VII. Goya poznał go prawdopodobnie za pośrednictwem krewnego Muguira – Martina Miguela de Goicoechea, który był także teściem syna Goi. Mimo dużej różnicy wieku łączyła ich przyjaźń. Muguiro zamówił u Goi portret, który malarz wykonał w 1827 roku. Prawdopodobnie interesował się sztuką, gdyż po śmierci malarza zakupił także jedno z jego ostatnich dzieł pt. Mleczarka z Bordeaux.

## Opis obrazu
Malując portrety swoich znajomych malarz pomijał zbędne szczegóły i koncentrował się na osobowości portretowanej osoby. Stosował także prostą kompozycję i ograniczoną paletę barw – w przypadku Muguira dominują czerń, biel, brąz z nutą żółci i purpury. Jego postać zdecydowanie odcina się od neutralnego tła. Kontrastująca z bielą koszuli czarna chustka została namalowana w sposób bardziej szczegółowy. Twarz namalowana lekkimi pociągnięciami pędzla wyraża energię, witalność i siłę charakteru portretowanego. Według Gudiola jakość tego portretu świadczy o tym, że mimo sędziwego wieku i słabego zdrowia zdolności malarskie Goi nie uległy pogorszeniu.
Inskrypcja wypisana na stole po prawej stronie "Dn. Juan Muguiro, por/ su amigo Goya, a los / 81 años, en Burdeos, / Mayo de 1827" świadczy o tym, że portret powstał rok przed śmiercią artysty. 

## Proweniencja
Portret, który od czasu powstania pozostawał w rękach rodziny Muguiro został w 1908 roku zapisany Muzeum Prado w testamencie 2. hrabiego Muguiro, wnuka brata portretowanego. Ta klauzula testamentu hrabiego weszła w życie dopiero w 1945 roku, kiedy zmarł jego brat Fermín, który miał obraz w użytkowaniu. On także przekazał Prado Mleczarkę z Bordeaux.